# Frontera entre Algèria i Mauritània
La frontera entre Algèria i Mauritània és la línia fronterera, de traçat rectilini, en sentit est-oest, al desert del Sahara, que separa el sud-oest d'Algèria (wilayes d'Adrar i Tindouf) del nord-est de Mauritània (regió de Tiris Zemmour) a l'Àfrica Septentrional. Té 461 km de longitud El seu traçat, heretat de la descolonització francesa, fou ratificat definitivament pel costat algerià el 18 de febrer de 1984 per la convenció d'amollonament entre ambdós països, signada el 13 de desembre de 1983, pels presidents Chadli Bendjedid i Mohamed Khouna Ould Haidalla.

## Traçat
La frontera algeriana-mauritana està marcada per 3 mollons al llarg dels seus 463 km, seguint una línia dreta, entre els punts geogràfics 4° 50' 00 0 Oest - 25° 00' 00 0 Nord i 8° 40' 00' 0 Oest - 27° 17' 40 Nord. Comença al trifini entre Algèria, Mauritània i Mali al nivell del Meridià 25 Oest i del paral·lel 4°50' Nord, per acabar al meridià 27° 17' 40' Oest i el paral·lel 8° 40' Nord, al trifini entre Algèria, Mauritània i el Sàhara Occidental.